# Forsstroemia tripinnata
Forsstroemia tripinnata är en bladmossart som beskrevs av Noguchi 1980. Forsstroemia tripinnata ingår i släktet Forsstroemia och familjen Leucodontaceae. Inga underarter finns listade i Catalogue of Life.